# Nok Abad
Nok Abad (persiska: نوک آباد, Nūkābād) är en ort i Iran.   Den ligger i provinsen Sistan och Baluchistan, i den sydöstra delen av landet, 1 200 km sydost om huvudstaden Teheran. Nok Abad ligger 1 647 meter över havet och antalet invånare är 2 821.
Terrängen runt Nok Abad är huvudsakligen platt, men norrut är den kuperad. Runt Nok Abad är det glesbefolkat, med 8 invånare per kvadratkilometer. Det finns inga andra samhällen i närheten. Trakten runt Nok Abad är ofruktbar med lite eller ingen växtlighet.